# Phobie
Une phobie (du grec ancien φόβος / phóbos, frayeur, crainte ou répulsion) est une peur démesurée et dépendant d'un ressenti plutôt que de causes rationnelles, d'un objet ou d'une situation précise. L’objet ou la situation qui déclenche la phobie est nommé « phobogène ».
Selon le psychiatre et psychanalyste Paul Denis, « la phobie, peur irraisonnée, irrationnelle, déclenchée par une circonstance sans danger, est sans doute le symptôme psychopathologique le plus répandu » ; c'est ce caractère de danger irréel qui distingue cliniquement la phobie de la peur.
Dans la Classification internationale des maladies actuelle, les phobies font partie de la catégorie plus générale des troubles anxieux. Les formes que peut revêtir l'affection phobique sont multiples: il peut s'agir par exemple de l'agoraphobie (peur de la foule et des lieux publics), de phobies spécifiques telles que la claustrophobie (peur des lieux clos), ou de phobie sociale, qui est une crainte handicapante de relations sociales comme la prise de parole en public, la rencontre de nouvelles personnes ou de l'opinion ou jugement des autres.

## Origine de la notion
Les Grecs anciens honoraient la divinité Phobos afin de conjurer la peur de partir au combat,. En Occident, les peurs irraisonnées étaient soignées par la médecine traditionnelle ou rituelle, et certaines maladies comme l'hépatite ont longtemps été identifiées comme appartenant au registre de la peur, sous l’appellation de jaunisse.
C'est vers 1870 que la psychiatrie utilise le terme sous forme de substantif et en fait un élément nosographique à part entière.

## Paradigme psychanalytique
« En psychanalyse, la phobie est un symptôme ». Des symptômes phobiques se rencontrent dans de nombreuses névroses comme la névrose obsessionnelle et même, parmi les névroses actuelles (distinctes des « psychonévroses »), la névrose d'angoisse (1895), ainsi que dans des psychoses comme la schizophrénie. Selon Plon et Roudinesco, la phobie est l'un des symptômes que la cure psychanalytique permet de maîtriser le plus facilement, en faisant apparaître le fond qui la sous-tend : l'angoisse.

### Freud
Chez Freud, la phobie est le symptôme central de l’« hystérie d’angoisse » (expression introduite par Wilhelm Stekel en 1908 sur une suggestion de Freud): c'est ainsi en effet que sera désigné en 1909 le cas du petit Hans ; la libido n’est pas « convertie » comme dans l'« hystérie de conversion », mais libérée sous forme d’angoisse ,. D'autres cas, où la phobie joue un rôle important, seront rapportés par Freud, dont notamment celui de « L'homme aux loups ».

### Successeurs de Freud
Les successeurs de Freud se sont particulièrement intéressés aux phobies infantiles, notamment Melanie Klein pour qui il s'agit d'une angoisse liée à la position paranoïde-schizoïde, tandis que pour Anna Freud il s'agit d'une névrose de transfert.
Jacques Lacan, dans son séminaire La relation d'objet, avance l’idée que la phobie est un signifiant, un élément constitutif de l'histoire du sujet qui masque une angoisse fondamentale.

## Paradigme comportemental

### Épidémiologie
Dans les classifications comme le DSM ou le CIM, ces réactions doivent être suffisamment invalidantes pour que l’on puisse parler de phobie. Les phobies sont les formes les plus fréquentes de la famille des troubles anxieux. On estime que 5 à 25 % de la population générale souffre de phobie(s). Les phobies représentent même la pathologie psychiatrique la plus fréquente chez les femmes, et la 2e plus fréquente chez les hommes.[réf. nécessaire] Le diagnostic nécessite d'écarter toute origine organique de la symptomatologie (notamment, des urgences pouvant avoir la même présentation – infarctus, embolie pulmonaire, phéochromocytome, AVC, hypoglycémie…), une névrose plus structurée, un trouble dysthymique ou une psychose (phobies atypiques). La phobie se caractérise par une peur irrationnelle et majeure en présence du stimulus phobogène, pouvant évoluer vers une attaque de panique si l'évitement n'est pas possible.
Les phobies ne deviennent des « pathologies » que lorsqu'elles entraînent une souffrance importante chez le patient, et une détérioration de sa qualité de vie. Elles deviennent alors invalidantes de par les symptômes en présence du stimulus phobogène, et de par les stratégies que doit mettre en place le patient afin de les éviter.

### Classification et signes visibles

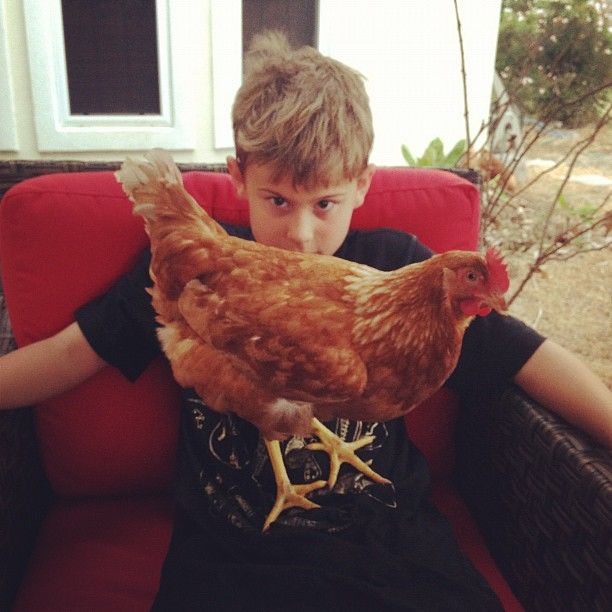
Illustration de l'alektorophobie (phobie des poulets).

La classification comportementaliste sépare les phobies en trois catégories :
- les phobies spécifiques (ou phobies « simples »), où les symptômes sont déclenchés par un objet externe : souris, avions, sang, etc. Souvent négligées par l'entourage et parfois tournées en ridicule, elles peuvent être source de détresse psychologique majeure, et, dans certains cas, d'un impact sérieux sur la qualité de vie du sujet (phobie des transports, phobie des animaux, phobie des phénomènes naturels…) ;
- la phobie sociale (ou anxiété sociale), à savoir la peur d’interagir avec les autres, de réaliser certaines actions devant d’autres personnes, par exemple la blemmophobie (peur du regard des autres) ou encore l'éreutophobie (peur de rougir). La phobie sociale n'est pas une simple timidité mais un trouble chronique invalidant, caractérisé notamment par une anxiété intense et un évitement de la plupart des situations sociales, pouvant causer une détresse considérable et entraîner une dépression ;
- l’agoraphobie, c’est-à-dire la peur des espaces ouverts et de la foule[13].

Les phobies vis-à-vis des maladies, comme la nosophobie (peur des maladies en général) ou la cancérophobie (peur du cancer), sont en principe des formes d'hypocondrie et non des phobies simples. Néanmoins, certains classements rangent la peur d'être contaminé dans les phobies simples, et celle d'être déjà malade dans l'hypocondrie.
La plupart des phobies spécifiques représentent un état extrême d’un sentiment normal : la phobie des avions représente la suramplification de la sensation d’appréhension naturelle que tout le monde ressent lors d’un décollage, par exemple. Les symptômes ressentis lors de la confrontation à l’objet ou la situation phobogène varient fortement d’un sujet à l’autre, constituant dans les cas extrêmes une attaque de panique avec malaise général, sensation de mort imminente, tachycardie, sueurs, etc. Dans tous les cas, les sujets frappés de phobie spécifique sont conscients de l’irrationalité de leur peur, et en souffrent.
La plupart des individus souffrant de phobie tendent à fuir l’objet phobogène ou encore, lorsqu'ils sont forcés de le croiser, s’arrangent pour être accompagné d’un objet « contraphobique » qui les rassure : gri-gri, boîte de médicaments ou d'une personne.
La dénomination des phobies est forgée en utilisant la racine grecque correspondant à l’objet craint. La diversité des phobies décrites fait que l’on peut référencer des centaines de phobies spécifiques différentes.
Pour le détails des formes infinies sous lesquelles les phobies peuvent se présenter, on se référera à la liste de phobies.
Les critères diagnostics de la phobie spécifique sont les suivants :
- crainte marquée et persistante, excessive ou peu raisonnable, déclenchée par la présence ou l’idée anticipative d'un objet ou d'une situation spécifique (par exemple : vol en avion, hauteurs, animaux, recevoir une injection, voir du sang) ;
- l'exposition au stimulus phobique provoque presque invariablement une réponse immédiate d'inquiétude, qui peut prendre la forme soit d’une crise de panique liée à la situation, soit d’une prédisposition à une telle crise. Chez les enfants, l'inquiétude peut être exprimée en pleurant, par de la mauvaise humeur, par de la rigidité, ou en se cramponnant ;
- la personne admet que la crainte est excessive ou peu raisonnable. Chez les enfants, cette caractéristique peut être absente ;
- les situations phobiques sont évitées, ou bien sont supportées avec une inquiétude ou une détresse intense ;
- l'évitement, l'anticipation anxieuse ou la détresse dans la situation redoutée interfèrent de manière significative avec le quotidien normal de la personne, avec son fonctionnement professionnel (ou scolaire), avec ses activités et rapports sociaux ; ou il y a une détresse marquée due au fait d’être sujet à la phobie ;
- pour les personnes de moins de 18 ans, la situation perdure depuis au moins 6 mois ;
- il faut que l'inquiétude, les crises de panique ou l'évitement phobique liés à l'objet ou à la situation ne s’expliquent pas mieux par un autre trouble mental. Cet autre trouble pourrait être le trouble obsessionnel compulsif (par exemple, crainte de la saleté de quelqu'un, avec une hantise de contamination), un trouble post-traumatique (par exemple, l’évitement des stimuli liés à un facteur de stress), un trouble d'inquiétude de séparation (par exemple, évitement de l'école), une phobie sociale (par exemple, action d'éviter des situations sociales en raison de la crainte de l'embarras), une panique avec l'agoraphobie, de l'agoraphobie sans antécédent de panique.

### Facteurs
Les facteurs d'apparition d'une phobie sont mal connus. En plus d'une possible composante organique et/ou génétique, on peut supposer le plus souvent une origine psychologique (intrapsychique et inconsciente) et, parfois, un facteur familial. Les psychologues cognitivistes considèrent la phobie comme un comportement appris et renforcé au cours de la vie du patient. La nature de l'objet phobogène en lui-même n'est pas essentielle à la compréhension de l'étiologie de la phobie ; on s'intéresse plutôt aux mécanismes cognitifs qui ancrent le patient dans sa phobie.

## Traitement
Il existe trois approches principales : cognitivo-comportementale, psychanalytique, et médicale. L'évaluation des traitements s'effectuerait en fonction des différentes approches.

### Psychothérapies

#### Thérapies cognitivo-comportementales
Plusieurs méta-analyses ont montré l'efficacité des thérapies cognitivo-comportementales d'après une recommandation de l'association canadienne des troubles anxieux en 2014. Ces thérapies sont efficaces et recommandées par l'association des psychiatres du Canada en 2006. En France, elles sont recommandées par la Haute Autorité de santé en 2007.
Selon l'INSERM, la psychothérapie cognitivo-comportementale est l'approche la plus efficace pour le traitement des troubles anxieux. L’étude a été critiquée par un physicien et par un historien, par des psychanalyste et professeurs en psychopathologie,, des psychosomaticiens, dont un membre de l'INSERM, et un sociologue, des psychologues, des psychiatres,,.
La psychothérapie cognitivo-comportementale est une indication thérapeutique pour le traitement des phobies et permet de faire disparaître les symptômes. Le traitement consiste à proposer au patient de se confronter à la situation redoutée, d’abord de loin et dans un contexte rassurant, puis de plus en plus intimement. Cette exposition progressive entraîne une diminution des réactions de peur et permet la disparition de la peur pour certains des cas, par désensibilisation.
L’hypnose peut aussi traiter les phobies[réf. souhaitée].

#### Prise en charge psychanalytique
Selon le psychanalyste, neurologue et psychiatre Mortimer Ostow, il vaut mieux s'efforcer de résoudre ses problèmes relationnels et professionnels plutôt que de se contenter de chercher à se débarrasser d’un symptôme : l'amélioration du symptôme est de peu de valeur thérapeutique puisque le symptôme est rapidement remplacé par un nouveau problème.
D'après Paul Denis, ce qui sépare les approches psychanalytiques des approches cognitivo-comportementales ou neurobiologiques dans le domaine des phobies, c'est que pour la psychanalyse l'écart entre l’intensité de l'angoisse et l’innocuité du phobogène impose d’inférer un mécanisme psychique particulier : un déplacement d’une angoisse liée au vécu vers un objet ou une situation du monde extérieur. Pour le psychiatre et psychanalyste Francis Drossart, la classification « purement descriptive et comportementale » de la « névrose phobique » dans la CIM-10 manque à tenir compte du polymorphisme des phobies et « comporte un risque notable d'imprécision sur le plan du diagnostic ». La Classification française des troubles mentaux de l'enfant et de l'adolescence ou CFTMEA (Roger Misès) serait plus fine.
Selon une étude américaine la psychanalyse serait efficace en fonction de la durée et de la fréquence des séances ainsi que de la relation au thérapeute.
Une méta-analyse du psychanalyste Falk Leichsenring (de) n'a permis d'identifier aucun article publié démontrant une efficacité spécifique de la psychanalyse pour le traitement des phobies. Cette conclusion converge avec le rapport de l'INSERM sur le même thème.

### Médicaments
Par ailleurs, les psychiatres peuvent, après évaluation du patient, prescrire en appoint certaines classes médicamenteuses telles que les bêta bloquants, les anxiolytiques notamment benzodiazépines, ou encore les antidépresseurs dans le traitement de ce type de pathologie.

## Culture populaire
- Adrian Monk dans la série Monk ne présente pas moins de 312 phobies au fil des épisodes[33],[34].
- Indiana Jones a la phobie des serpents.
- Helen Hudson est agoraphobe dans le film Copycat.
- Robert Langdon, héros des livres écrits par Dan Brown, souffre de claustrophobie.